# ヨハン・ロードベルトゥス

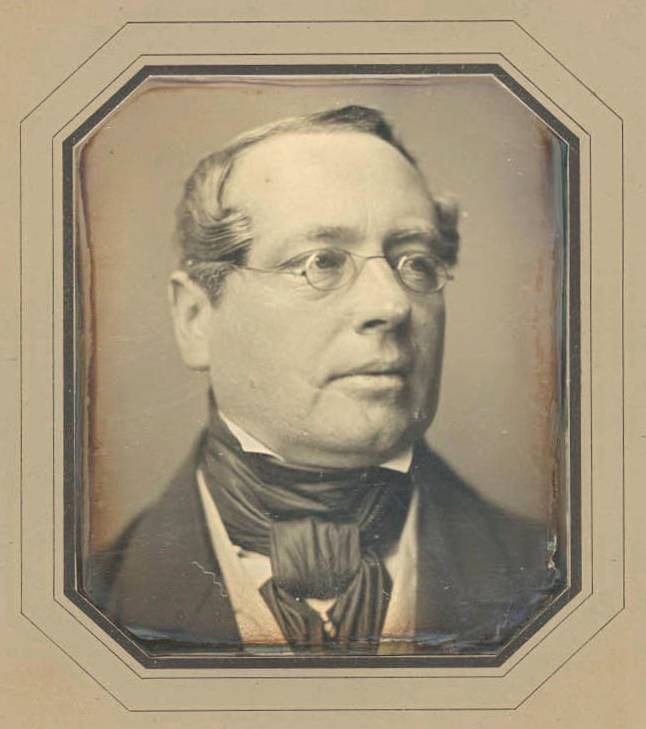
ヨハン・ロードベルトゥス

ヨハン・ロードベルトゥス（Johann Karl Rodbertus-Jagetzow、1805年8月12日 - 1875年12月6日）は、ドイツの経済学者。ポンメルン地方グライフスヴァルトの生まれ。ロードベルタス、ロートベルトゥスとも表記される。

## 学説
デヴィッド・リカードの労働価値説を深化させ、地代と利潤が搾取された剰余価値にあることを、地代は絶対地代であることなどを明らかにしている。
恐慌論では、資本主義は不可避的に賃金を減少せしめ、労働者階級の貧困化と消費不足に基因する恐慌をもたらすとして、過少消費説の立場を説いた。
剰余価値論、労働力、生産諸力、生産関係、資本の有機的構成などの概念や、利潤は不払労働であるといった考えなど、カール・マルクスに大きな影響を与えた。
また、剰余価値を国家から労働者に還元することを唱え、土地と資本の私有を廃止することを訴え、国家社会主義の立場を主張した。この点ではアドルフ・ワグナーらの先駆者と言える。
主著に、Zur Erkenntnis unsrer staatswirtschaftlichen Zustaende（『国家経済の現状認識のために』、1842年）がある。

## 関連文献
- 小泉信三『価値論と社会主義』 - 国立国会図書館デジタルコレクション 改造社、大正12
- 吉田茂芳「ロードベルトゥスの最初の論文について」一橋論叢 33(5) 455-469,1955-05-01 https://doi.org/10.15057/4162

| スタブアイコン | サブスタブ | この項目は、まだ閲覧者の調べものの参照としては役立たない、人物に関連した書きかけの項目です。この項目を加筆・訂正などしてくださる協力者を求めています（P:人物伝/PJ:人物伝）。 |